# يوهانس فون إيبن
يوهانس فون إيبن (بالألمانية: Johannes von Eben)‏ هو عسكري ألماني، ولد في 24 فبراير 1855 في Kreis Mohrungen ‏، وتوفي في 30 يونيو 1924 في Budwity ‏ في بولندا.